# Jenkanes
Les Jenkanes (singulier : jinkan) sont une population Roms qui vécut par le passé sur le territoire de l'empire chérifien, un territoire devenu le Maroc.

## Histoire
Les Jenkanes étaient une population rom dont les origines sont incertaines. Certains chercheurs estiment qu'ils seraient venus d'Inde à travers l'actuel territoire syrien. D'autres pensent qu'ils faisaient partie de l'immigration des morisques au XVIe siècle, voir au XIXe siècle.
Comme d'autres populations roms, ils faisaient du commerce de chevaux et des arts divinatoires.

## Langue parlée
Les Jenkanes parlaient un mélange d'arabe, de berbère et de romani.